# Hollywood Foreign Press Association
Hollywood Foreign Press Association a fost o organizație a jurnaliștilor din cinematografia americană, reprezentanți ai unor publicații din afara Statelor Unite ale Americii. Fondată în 1943 de un corespondent al jurnalului britanic Daily Mail, scopul său principal a fost promovarea producțiilor de la Hollywood (de cinema și televiziune) în întreaga lume. Membrii săi au votat și au decis în fiecare an nominalizările și câștigătorii Premiilor Globul de Aur, recompensând producțiile din anul precedent.
HFPA a avut în componență 105 membri din 55 de țări.
La 12 iunie 2023, HFPA a anunțat că se desființează și toate proprietățile legate de Globurile de Aur sunt vândute către Dick Clark Productions și Eldridge Industries, încasările urmând să fie cedate unei organizații non-profit care continuă activitățile caritabile ale HFPA.

## Legături externe
- Pagină oficială